# Henryk Choryngiewicz
Henryk Stanisław Choryngiewicz (ur. 11 listopada 1940 w Chełmcu) – polski polityk, ekonomista, poseł na Sejm II kadencji.
Jest absolwentem Wydziału Zootechnicznego Akademii Rolniczej w Lublinie (1975) oraz Wydziału Spółdzielczości i Bankowości Akademii Ekonomicznej w Krakowie (1988). Pełnił funkcję posła na Sejm II kadencji wybranego z listy Polskiego Stronnictwa Ludowego w okręgu chełmskim. Zasiadał w Komisjach Transportu, Łączności, Handlu i Usług oraz Komisji Łączności z Polakami za Granicą.
Został członkiem zarządu Banku Spółdzielczego w Krasnymstawie. W wyborach samorządowych w 2006 i 2010 ubiegał się bezskutecznie o mandat radnego powiatu krasnostawskiego z listy PSL.
W 2000 otrzymał Krzyż Kawalerski Orderu Odrodzenia Polski.